# بلاست
بلاست (بالروسية: Пласт) هي إحدى مدن روسيا في الكيان الفدرالي الروسي تشيليابينسك أوبلاست.